# Marian Huja
Marian Huja (født 5. august 1999) er en portugisisk professionel fodboldspiller, der spiller for HB Køge fra den danske 1. division som forsvarer.

## Klubkarriere

### HB Køge
Huja underskrev sin første professionelle kontrakt med HB Køge i 2018 efter en succesfuld prøvetræning. Han fik sin professionelle debut for klubben den 29. juli 2018, i en 5-2 hjemmesejr over FC Roskilde.